# Engyprosopon xenandrus
Engyprosopon xenandrus és un peix teleosti de la família dels bòtids i de l'ordre dels pleuronectiformes present a les costes de les illes Hawaii. Pot arribar als 7,2 cm de llargària total.